# ونتیان ویلیج (ایلینوی)
ونتیان ویلیج (به انگلیسی: Venetian Village) یک حوزه سرشماری در ایالات متحده آمریکا است که در ایلینوی واقع شده‌است. ونتیان ویلیج ۲٬۸۲۶ نفر جمعیت دارد.